# Býčkovice
Obec Býčkovice (německy Pitschkowitz) se nachází v okrese Litoměřice v Ústeckém kraji. Žije zde 283 obyvatel.

## Historie
První písemná zmínka pochází z roku 1197. Obec Býčkovice má bohatou historii. K té neodmyslitelně patří i dvě tvrze. Dodnes je dochované panské sídlo Vartenberků z první třetiny 16. století a především zaniklá býčkovická komenda Řádu německých rytířů. Na místě této staré tvrze dnes stojí dva rodinné domy, z nichž jeden obsahuje i její pozůstatek – starou kamennou studnu.

## Obyvatelstvo
|           | 1869 | 1880 | 1890 | 1900 | 1910 | 1921 | 1930 | 1950 | 1961 | 1970 | 1980 | 1991 | 2001 | 2011 |
| --------- | ---- | ---- | ---- | ---- | ---- | ---- | ---- | ---- | ---- | ---- | ---- | ---- | ---- | ---- |
| Obyvatelé | 465  | 479  | 444  | 446  | 407  | 388  | 428  | 301  | 310  | 241  | 191  | 156  | 181  | 199  |
| Domy      | 79   | 82   | 81   | 82   | 83   | 82   | 86   | 74   | 73   | 64   | 55   | 59   | 72   | 74   |

## Pamětihodnosti
- Barokní budova bývalé fary z roku 1741[6]
- Trojice výklenkových kaplí (nad vsí, u domu če. 29 a u bývalé fary)
- Dům čp. 22
- Kostel Povýšení svatého Kříže – zaniklá památka (pocházel z první poloviny 19. století, stával v Býčkovicích do roku 1965)

## Části obce
- Býčkovice
- Velký Újezd – 2 km jižně

## Galerie

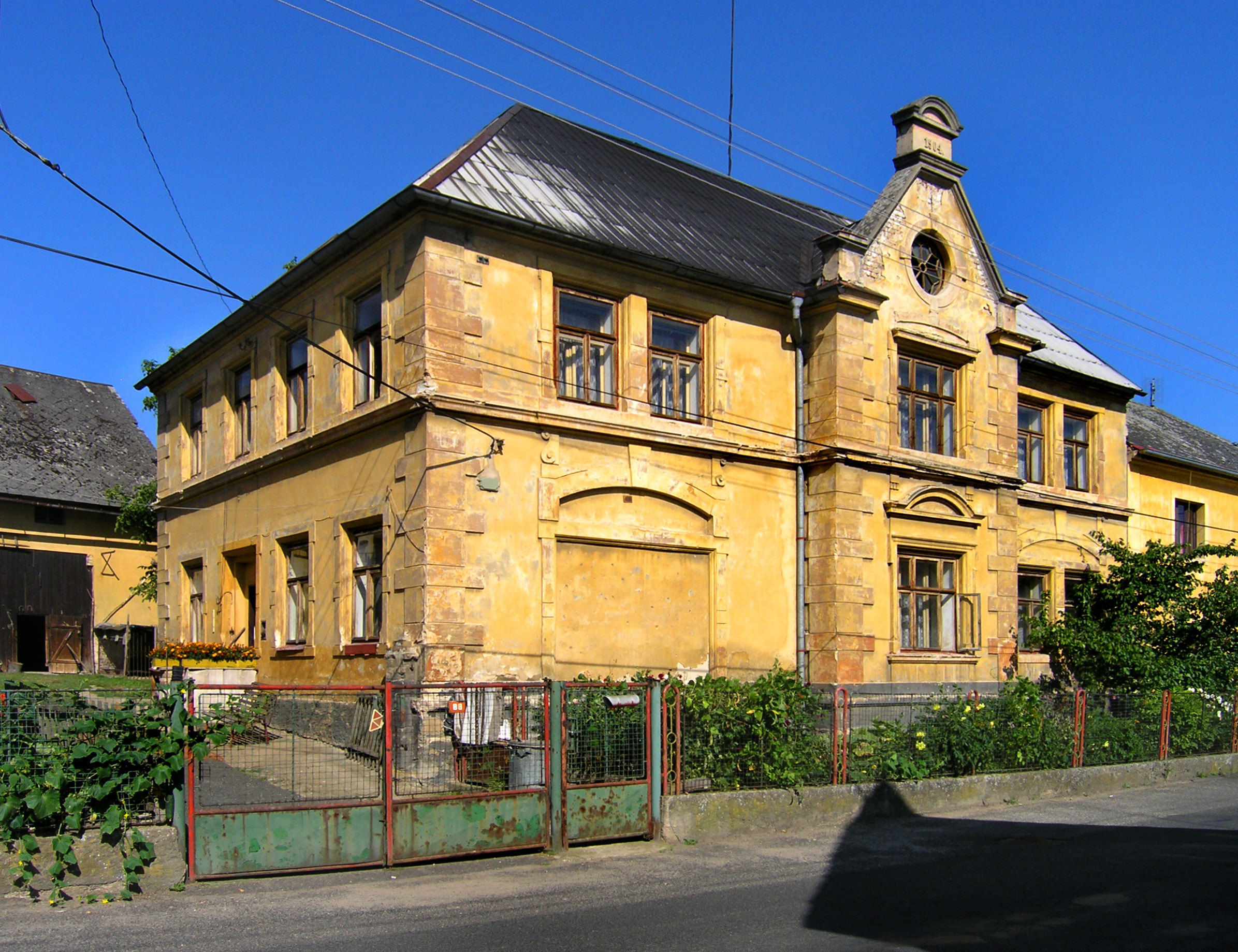
Dům na jihu Býčkovic
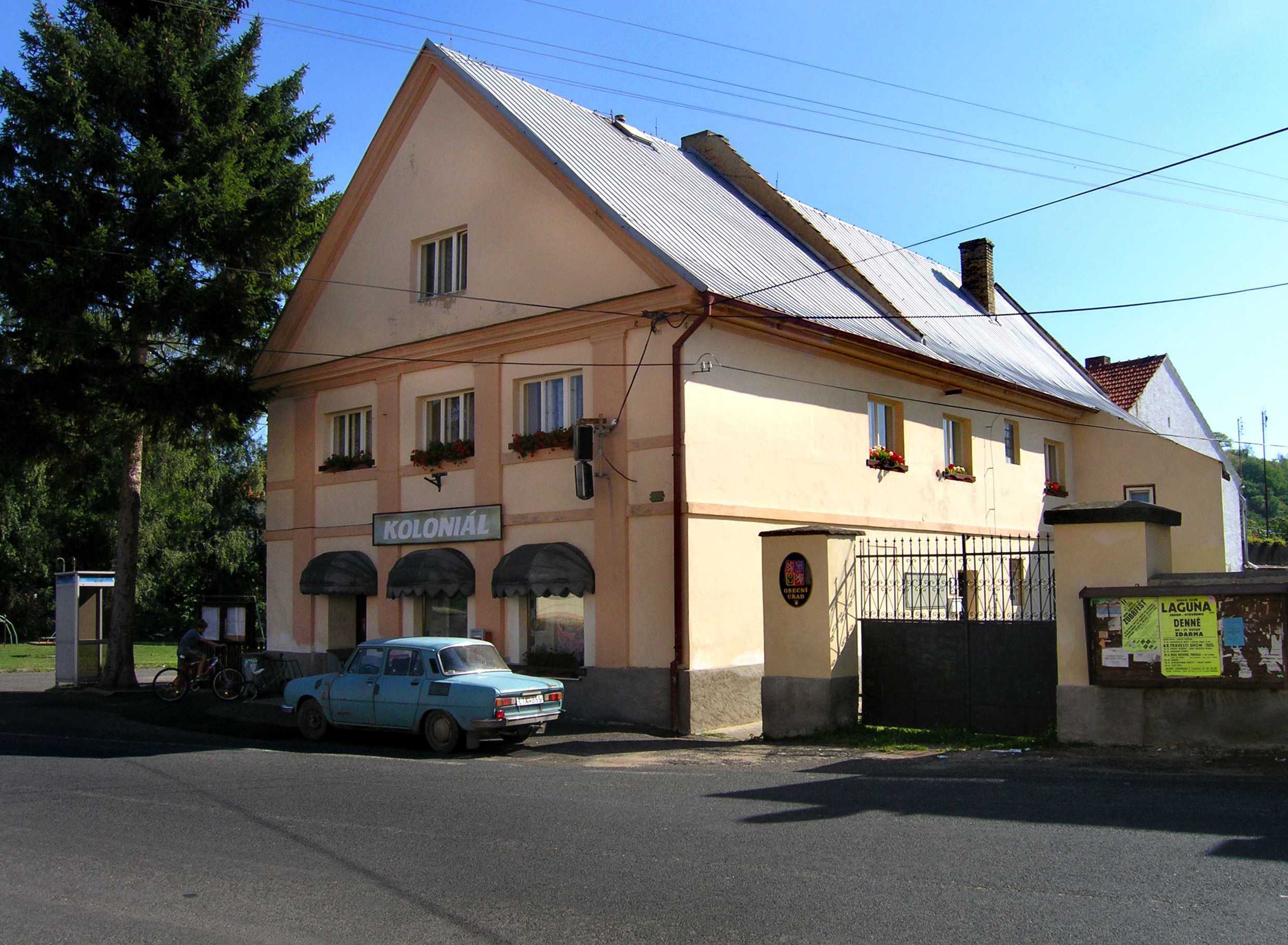
Obecní úřad a prodejna
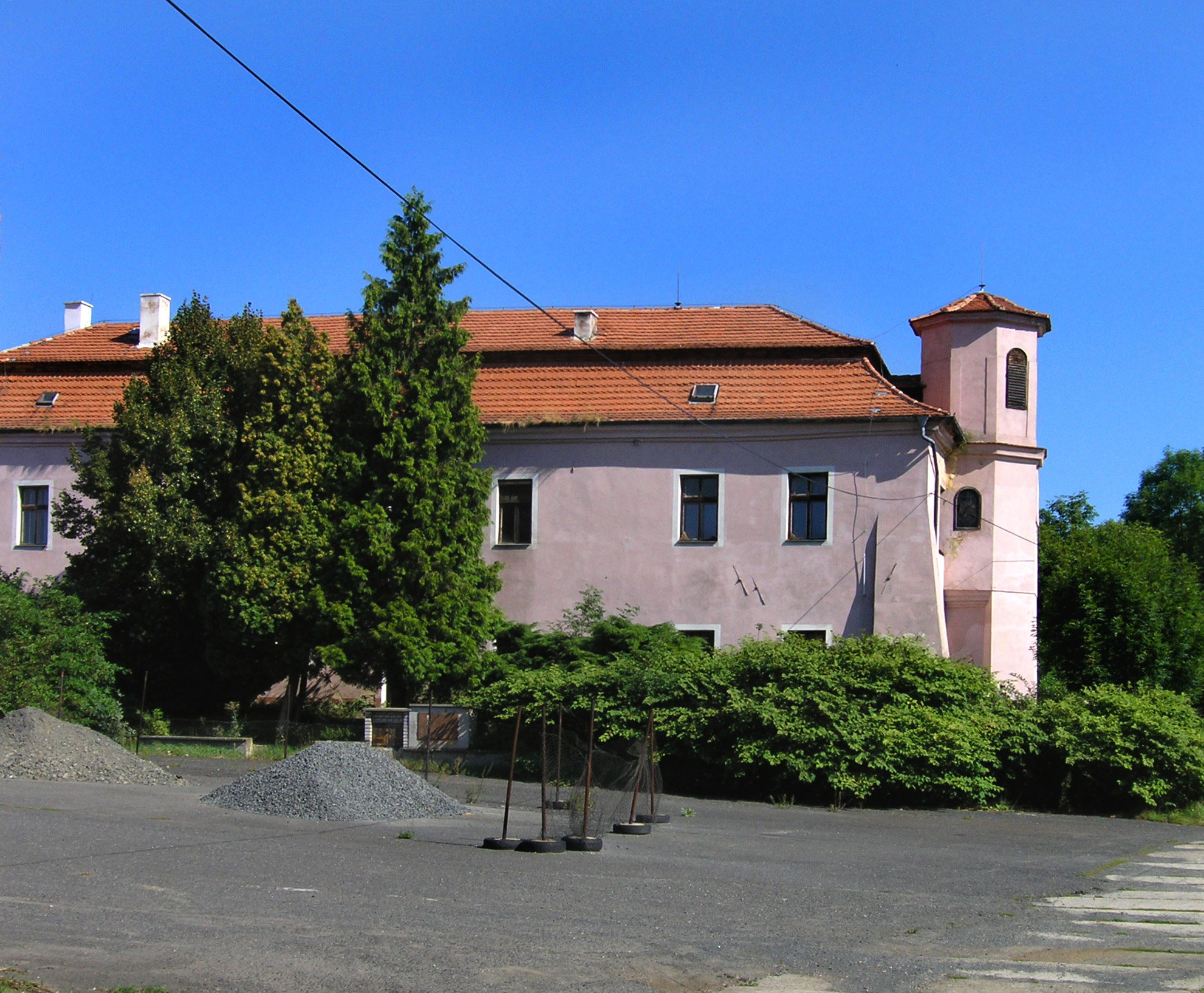
Zámek Velký Újezd